# Tamia (album)
Tamia è il primo ed eponimo album in studio della cantante canadese Tamia, pubblicato nel 1998.

## Tracce
1. Imagination (featuring Jermaine Dupri) – 3:33
2. So Into You – 4:21
3. Never Gonna Let You Go – 4:01
4. Falling for You – 5:11
5. Show Me Love – 4:06
6. Rain on Me – 4:22
7. Is That You? (featuring Jermaine Dupri) – 3:22
8. Who Do You Tell? – 4:20
9. Gotta Move On – 5:08
10. This Time It's Love – 5:52
11. Loving You Still – 5:09
12. Careless Whisper – 5:12
13. You Put a Move on My Heart – 6:12